# Listă cu cele mai bune romane din SUA în anii 1920
| 1920 | 1920                          | 1920                  |
| #    | Titlu                         | Autor                 |
| ---- | ----------------------------- | --------------------- |
| 1.   | The Man of the Forest         | Zane Grey             |
| 2.   | Kindred of the Dust           | Peter B. Kyne         |
| 3.   | The Re-Creation of Brian Kent | Harold Bell Wright    |
| 4.   | The River's End               | James Oliver Curwood  |
| 5.   | A Man for the Ages            | Irving Bacheller      |
| 6.   | Mary-Marie                    | Eleanor H. Porter     |
| 7.   | The Portygee                  | Joseph C. Lincoln     |
| 8.   | The Great Impersonation       | E. Phillips Oppenheim |
| 9.   | The Lamp in the Desert        | Ethel M. Dell         |
| 10.  | Harriet and the Piper         | Kathleen Norris       |

| 1921 | 1921                         | 1921                  |
| #    | Titlu                        | Autor                 |
| ---- | ---------------------------- | --------------------- |
| 1.   | Main Street                  | Sinclair Lewis        |
| 2.   | The Brimming Cup             | Dorothy Canfield      |
| 3.   | The Mysterious Rider         | Zane Grey             |
| 4.   | The Age of Innocence         | Edith Wharton         |
| 5.   | The Valley of Silent Men     | James Oliver Curwood  |
| 6.   | The Sheik                    | Edith M. Hull         |
| 7.   | A Poor Wise Man              | Mary Roberts Rinehart |
| 8.   | Her Father's Daughter        | Gene Stratton Porter  |
| 9.   | The Sisters-in-Law           | Gertrude Atherton     |
| 10.  | The Kingdom Round the Corner | Coningsby Dawson      |

| 1922 | 1922                            | 1922                    |
| #    | Titlu                           | Autor                   |
| ---- | ------------------------------- | ----------------------- |
| 1.   | If Winter Comes                 | A.S.M. Hutchinson       |
| 2.   | The Sheik                       | Edith M. Hull           |
| 3.   | Gentle Julia                    | Booth Tarkington        |
| 4.   | The Head of the House of Coombe | Frances Hodgson Burnett |
| 5.   | Simon Called Peter              | Robert Keable           |
| 6.   | The Breaking Point              | Mary Roberts Rinehart   |
| 7.   | This Freedom                    | A.S.M. Hutchinson       |
| 8.   | Maria Chapdelaine               | Louis Hémon             |
| 9.   | To the Last Man                 | Zane Grey               |
| 10.  | Babbitt                         | Sinclair Lewis          |
| 10.  | Helen of the Old House          | Harold Bell Wright      |

| 1923 | 1923                          | 1923                  |
| #    | Titlu                         | Autor                 |
| ---- | ----------------------------- | --------------------- |
| 1.   | Black Oxen                    | Gertrude Atherton     |
| 2.   | His Children's Children       | Arthur Train          |
| 3.   | The Enchanted April           | Elizabeth von Arnim   |
| 4.   | Babbitt                       | Sinclair Lewis        |
| 5.   | The Dim Lantern               | Temple Bailey         |
| 6.   | This Freedom                  | A.S.M. Hutchinson     |
| 7.   | The Mine With the Iron Door   | Harold Bell Wright    |
| 8.   | The Wanderer of the Wasteland | Zane Grey             |
| 9.   | The Sea Hawk                  | Rafael Sabatini       |
| 10.  | The Breaking Point            | Mary Roberts Rinehart |

| 1924 | 1924                   | 1924                    |
| #    | Titlu                  | Autor                   |
| ---- | ---------------------- | ----------------------- |
| 1.   | So Big                 | Edna Ferber             |
| 2.   | The Plastic Age        | Percy Marks             |
| 3.   | The Little French Girl | Anne Douglas Sedgwick   |
| 4.   | The Heirs Apparent     | Philip Gibbs            |
| 5.   | A Gentleman of Courage | James Oliver Curwood    |
| 6.   | The Call of the Canyon | Zane Grey               |
| 7.   | The Midlander          | Booth Tarkington        |
| 8.   | The Coast of Folly     | Coningsby Dawson        |
| 9.   | Mistress Wilding       | Rafael Sabatini         |
| 10.  | The Homemaker          | Dorothy Canfield Fisher |

| 1925 | 1925                   | 1925                  |
| #    | Titlu                  | Autor                 |
| ---- | ---------------------- | --------------------- |
| 1.   | Soundings              | A. Hamilton Gibbs     |
| 2.   | The Constant Nymph     | Margaret Kennedy      |
| 3.   | The Keeper of the Bees | Gene Stratton Porter  |
| 4.   | Glorious Apollo        | E. Barrington         |
| 5.   | The Green Hat          | Michael Arlen         |
| 6.   | The Little French Girl | Anne Douglas Sedgwick |
| 7.   | Arrowsmith             | Sinclair Lewis        |
| 8.   | The Perennial Bachelor | Anne Parrish          |
| 9.   | The Carolinian         | Rafael Sabatini       |
| 10.  | One Increasing Purpose | A.S.M. Hutchinson     |

| 1926 | 1926                              | 1926            |
| #    | Titlu                             | Autor           |
| ---- | --------------------------------- | --------------- |
| 1.   | The Private Life of Helen of Troy | John Erskine    |
| 2.   | Gentlemen Prefer Blondes          | Anita Loos      |
| 3.   | Sorrell and Son                   | Warwick Deeping |
| 4.   | The Hounds of Spring              | Sylvia Thompson |
| 5.   | Beau Sabreur                      | P.C. Wren       |
| 6.   | The Silver Spoons                 | John Galsworthy |
| 7.   | Beau Geste                        | P.C. Wren       |
| 8.   | Show Boat                         | Edna Ferber     |
| 9.   | After Noon                        | Susan Ertz      |
| 10.  | The Blue Window                   | Temple Bailey   |

| 1927 | 1927             | 1927                  |
| #    | Titlu            | Autor                 |
| ---- | ---------------- | --------------------- |
| 1.   | Elmer Gantry     | Sinclair Lewis        |
| 2.   | The Plutocrat    | Booth Tarkington      |
| 3.   | Doomsday         | Warwick Deeping       |
| 4.   | Sorrell and Son  | Warwick Deeping       |
| 5.   | Jalna            | Mazo de la Roche      |
| 6.   | Lost Ecstasy     | Mary Roberts Rinehart |
| 7.   | Twilight Sleep   | Edith Wharton         |
| 8.   | Tomorrow Morning | Anne Parrish          |
| 9.   | The Old Countess | Anne Douglas Sedgwick |
| 10.  | A Good Woman     | Louis Bromfield       |

| 1928 | 1928                                  | 1928             |
| #    | Titlu                                 | Autor            |
| ---- | ------------------------------------- | ---------------- |
| 1.   | The Bridge of San Luis Rey            | Thornton Wilder  |
| 2.   | Wintersmoon                           | Hugh Alpole      |
| 3.   | Swan Song                             | John Galsworthy  |
| 4.   | The Greene Murder Case                | S. S. Van Dine   |
| 5.   | Bad Girl                              | Viña Delmar      |
| 6.   | Claire Ambler                         | Booth Tarkington |
| 7.   | Old Pybus                             | Warwick Deeping  |
| 8.   | All Kneeling                          | Anne Parrish     |
| 9.   | Jalna                                 | Mazo de la Roche |
| 10.  | The Strange Case of Miss Annie Spragg | Louis Bromfield  |

| 1929 | 1929                           | 1929                  |
| #    | Titlu                          | Autor                 |
| ---- | ------------------------------ | --------------------- |
| 1.   | All Quiet on the Western Front | Erich Maria Remarque  |
| 2.   | Dodsworth                      | Sinclair Lewis        |
| 3.   | Dark Hester                    | Anne Douglas Sedgwick |
| 4.   | The Bishop Murder Case         | S. S. Van Dine        |
| 5.   | Roper's Row                    | Warwick Deeping       |
| 6.   | Peder Victorious               | O.E. Rolvaag          |
| 7.   | Mamba's Daughters              | DuBose Heyward        |
| 8.   | The Galaxy                     | Susan Ertz            |
| 9.   | Scarlet Sister Mary            | Julia Peterkin        |
| 10.  | Joseph and His Brethren        | H.W. Freeman          |